# Love Is the New Hate
 (février 2023).
Si vous disposez d'ouvrages ou d'articles de référence ou si vous connaissez des sites web de qualité traitant du thème abordé ici, merci de compléter l'article en donnant les références utiles à sa vérifiabilité et en les liant à la section « Notes et références ».
Love Is the New Hate est le septième album studio du groupe rock Shihad. Lancé le 2 mai 2005, cet album s’est classé au 2e rang de la charte du RIANZ et est le troisième album du groupe à avoir reçu la certification Platinun en Nouvelle-Zélande avec plus de 15 00 copies vendues. 
L’album comprend les singles Alive, All the Young Fascists, Shot in the Head, Dark Times et None of the Above.
L’album est considéré être un retour de Shihad vers leur style de musique plus lours précédent, après un essai manqué du groupe de percer aux États-Unis. Les paroles elles-mêmes sont notablement plus sombres pour cette raison – et sont beaucoup plus orientées vers la politique que le matériel précédent, suivant leur expérience de tournée aux États-Unis qui étaient alors sous la présidence de George W. Bush.
L’album est entré au numéro 2 des chartes de musique de Nouvelle-Zélande, obtint la certification Or durant sa première semaine de lancement, et Platinum deux semaines plus tard.
Le 8 mai 2006, le groupe lança une copie édition limitée de Love is the New Hate qui vient avec un DVD de leur performance du 1er mai 2005 au Aotea Square.

## Pistes
| No  | Titre                     | Durée |
| --- | ------------------------- | ----- |
| 1.  | None of the Above         | 2:22  |
| 2.  | Empty Shell               | 3:27  |
| 3.  | Day Will Come             | 3:11  |
| 4.  | All the Young Fascists    | 3:10  |
| 5.  | Saddest Song in the World | 4:11  |
| 6.  | Big Future                | 2:04  |
| 7.  | Shot in the Head          | 3:20  |
| 8.  | Dark Times                | 4:02  |
| 9.  | Traitor                   | 2:54  |
| 10. | Stop                      | 2:49  |
| 11. | Alive                     | 4:03  |
| 12. | Guts and the Glory        | 3:28  |

## DVD
| No  | Titre                  | Durée |
| --- | ---------------------- | ----- |
| 1.  | Empty Shell            |       |
| 2.  | Comfort Me             |       |
| 3.  | My Mind's Sedate       |       |
| 4.  | All the Young Fascists |       |
| 5.  | Pacifier               |       |
| 6.  | Day will Come          |       |
| 7.  | None of the Above      |       |
| 8.  | The General Electric   |       |
| 9.  | Dark Times             |       |
| 10. | Home Again             |       |
| 11. | You Again              |       |
| 12. | Alive                  |       |